# Кёльбинг, Ойген
Ойген Кёльбинг (нем. Eugen Kölbing; 21 сентября 1846—1899) — немецкий филолог.
Профессор английского языка и литературы в Бреслау. Опубликовал: «Untersuchungen über den Ausfall des Relativ-Pronomens in den germanischen Sprachen» (Страсб., 1872); «Ueber die nordischen Gestaltungen der Parlenopeussage» (Страсб., 1873); «Beiträge zur vergleichenden Geschichte der romantischen Poesie und Prosa des Mittelalters» (Бресл., 1876).
Особенно ценны его издания старинных текстов, скандинавских, французских и английских, как, например: «Riddarasögur, Parzevals Saga etc.» (Страсб., 1872); «Chanson de Roland» (Гейльбронн, 1877 — по венецианской рукописи IV века); «Elis Saga ok Rosamundu» (Гейльбр., 1881 — с немецким переводом); «Die nordische und englische Version der Tristansage» (Гейльбронн, 1878—1882, с немецким переводом); староанглийские тексты, изданные под общим заглавием «Altenglische Bibliothek» (т. I—IV, Гейльбр., 1883—1890; т. V, Лпц., 1890). С исландского Кёльбинг перевёл на немецкий язык «Die Geschichte von Gunnlaug Schlangenrunge» (Гейльбр., 1878). С 1877 Кёльбинг периодически публиковал «Englische Studien» (вышло 18 томов).